# Вестник Европы (1866—1918)
«Вестник Европы» (Вѣстникъ Европы) — русский литературно-политический ежемесячник умеренно либеральной ориентации, выпускавшийся с 1866 по 1918 год в Санкт-Петербурге (продолжал традицию одноимённого журнала, основанного в 1802 году Н. М. Карамзиным). До 1868 года выходил ежеквартально, с 1869 года — ежемесячно. 

## Общие сведения
В журнале преимущественное внимание уделялось истории и политике.
Редактор-издатель — М. М. Стасюлевич (с 1866 по 1908 год). 
В журнале печатались некоторые известные учёные и публицисты: К. А. Тимирязев, И. М. Сеченов, В. Ю. Скалон, И. И. Мечников, С. М. Соловьёв, К. Д. Кавелин, А. Ф. Кони, Е. К. Рапп, А. Н. Веселовский, А. П. Голубев, А. Н. Пыпин, Д. Н. Овсянико-Куликовский, Ф. Ф. Зелинский, К. Я. Воробьёв, Ф. Ф. Мартенс, В. Ф. Дерюжинский, К. К. Арсеньев, А. С. Хаханов и другие.
В литературном отделе печатались И. С. Тургенев, И. А. Гончаров, А. Н. Островский, А. А. Тихонов, П. Д. Боборыкин, В. С. Соловьёв; в 1880-е годы — М. Е. Салтыков-Щедрин, в 1900—1910-е годы — И. А. Бунин, Максим Горький. С 1875 по 1880 год в журнале публиковалась корреспонденция французского писателя Эмиля Золя.
Печаталась также статьи по финансово-экономическим вопросам и публицистика Г. Б. Иоллоса, А. Ф. Жохова, А. В. Жиркевича, П. Х. Шванебаха.

## Дагерротип В. А. Жуковского
В майском номере журнала за 1902 год к пятидесятилетней годовщине со дня смерти В. А. Жуковского М. М. Стасюлевич поместил факсимиле «Вестника Европы» за 1808 год, программное «Письмо из уезда к Издателю» В. А. Жуковского с изложением взглядов нового редактора на обязанности журналиста, содержание первого номера обновлённого журнала и репродукцию портрета поэта. В примечании к портрету говорилось, что фотография была подарена Жуковским своему другу доктору К. К. Зейдлицу и выслана ему из Германии в Дерпт, где Зейдлиц преподавал в местном университете. На фотографии был инскрипт поэта: «Поэзия есть Бог в святых мечтах земли».
Долгое время изображение хранилось у Зейдлица, пока тот не подарил его в 1883 году редактору «Вестника Европы» незадолго до своей смерти (1885 г.). В 1883 году отмечался столетний юбилей В. А. Жуковского. К этой дате Стасюлевичем был приурочен выпуск известной биографии «Жизнь и поэзия В. А. Жуковского. 1783—1852», написанной и дополненной Карлом Зейдлицем для издания Стасюлевича. Зейдлиц предложил Стасюлевичу весь доход, полученный от издания биографии Жуковского, передать Санкт-Петербургской городской думе с целью установки бронзового бюста в Александровском саду со стороны Зимнего дворца, что и было сделано. Дума приняла это пожертвование и, дополнив необходимыми средствами, установила в Петербурге первый бронзовый бюст поэта. В память обо всём этом Зейдлиц и сделал подарок Стасюлевичу. Зейдлиц считал, что дагерротип был снят в 1839 году в Венеции. Стасюлевич предположил, что дагеротип был переснят на фотографию в 1850—1851 гг. и в это время был выслан Жуковским доктору Зейдлицу в Дерпт. Дарственная надпись гласила:

Михаилу Матвеевичу Стасюлевичу, нынешнему редактору «Вестника Европы». Портрет прежнего (1808—10 г.) посылает в знак дружбы и почтения
— Доктор Карл Зейдлиц. Дерпт. Январь, 1883 г.